# Побережник
Побережник (Calidris) — рід сивкоподібних птахів родини Баранцеві (Scolopacidae).

## Опис
Середні, дрібні і дуже дрібні сивки з порівняно короткими ногами і коротким або трохи подовженим тонким дзьобом, прямим або трохи зігнутим донизу. У польоті у всіх побережників видна вузька біла смуга на крилі.

## Спосіб життя
Гніздяться в тундрі, лісотундрі і арктичних пустелях, на морських узбережжях, рідше на тайгових і високогірних болотах. Самиці багатьох видів часто відводять від гнізда, іноді наслідуючи при цьому зовнішнім виглядом і манерою руху лемінга, щоб надійніше відвернути хижака. Молоді птахи влітку кочують по всій території Арктики. На прольоті звичайні, на великих річках, озерах і морських берегах. Побережники, мабуть, найхарактерніші птиці тундри. Вони настільки пристосовані до суворого клімату, що продовжують насиджувати кладку, навіть якщо їх засипає снігом.

## В Україні
В Україні на прольоті зустрічаються 7 видів:
- Побережник малий (Calidris minuta)
- Побережник білохвостий (Calidris temminckii)
- Побережник червоногрудий (Calidris ferruginea)
- Побережник чорногрудий, або чорноволик (Calidris alpina)
- Побережник морський (Calidris maritima)
- Побережник ісландський (Calidris canutus)
- Побережник білий (Calidris alba)

## Види
Крім перерахованих нижче 24 види пісочників, відомі кілька загадкових форм, описаних по одному-двох екземплярів з місць прольоту і зимівлі. За останніми даними, це всього лише гібриди інших видів.
- Побережник гострохвостий (Calidris acuminata)
- Побережник білий (Calidris alba)
- Побережник чорногрудий (Calidris alpina)
- Побережник канадський (Calidris bairdii)
- Побережник ісландський (Calidris canutus)
- Побережник болотяний (Calidris falcinellus)
- Побережник червоногрудий (Calidris ferruginea)
- Побережник білогрудий (Calidris fuscicollis)
- Побережник довгоногий (Calidris himantopus)
- Побережник морський (Calidris maritima)
- Побережник аляскинський (Calidris mauri)
- Побережник арктичний (Calidris melanotos)
- Побережник малий (Calidris minuta)
- Побережник-крихітка (Calidris minutilla)
- Побережник берингійський (Calidris ptilocnemis)
- Брижач (Calidris pugnax)
- Побережник тундровий (Calidris pusilla)
- Лопатень (Calidris pygmaea)
- Побережник рудоголовий (Calidris ruficollis)
- Побережник довгопалий (Calidris subminuta)
- Жовтоволик (Calidris subruficollis)
- Побережник білохвостий (Calidris temminckii)
- Побережник великий (Calidris tenuirostris)
- Побережник американський (Calidris virgata)